# Alexander Pflum
Alexander Pflum (* 19. Februar 1930 in Soroksár; † 12. Juli 2012 in Nürtingen) war ein deutscher Fußballspieler, Gastwirt und Kommunalpolitiker.

## Leben und Karriere
Alexander Pflum wurde im Stadtteil Soroksár der ungarischen Hauptstadt Budapest geboren und verbrachte dort mit seiner Schwester und seinem Bruder Ludwig Pflum auch seine Kindheit und frühe Jugend. Nach dem Zweiten Weltkrieg kam er als Heimatvertriebener nach Deutschland. Hier wohnte er in Nürtingen und spielte im Stadtteil Oberensingen beim dortigen Fußballclub, wie auch sein Bruder. 1947 wechselte er in die zweite Mannschaft der Stuttgarter Kickers. Nach einem Jahr wurde er ab 1948 im Alter von 18 Jahren in der ersten Mannschaft eingesetzt. Während dieser Zeit spielten der Verein in der Fußball-Oberliga Süd, damals die höchste deutsche Liga. In seinen ersten Jahren gehörte Pflum dem „Hundert-Tore-Sturm“ an. Die Kickers waren schon 1949/50 ein Jahr zweitklassig geworden. Nachdem sie zum Ende der Spielzeit 1957/58 erneut abgestiegen waren, musste Pflum seine Fußballkarriere wegen einer Verletzung beenden.
Während seiner Zeit als Spieler leitete er ab 1949 eine Toto-Lotto-Annahmestelle und eine Schnellgaststätte. Seit 1968 betrieb er ein Hotel mit Restaurant. In seiner ungarischen Heimat hatte er Konditor und kochen gelernt und in Deutschland ging er dem Beruf als Koch wieder nach. Er war bekannt für seine ungarischen Spezialitäten. Bis 2007 war er in dem Betrieb tätig, der seit 1984 von seinem Sohn weitergeführt wird.
Pflum war seit 1949 verheiratet und konnte mit seiner Frau die Diamantene Hochzeit feiern. Gemeinsam hatten sie drei Söhne. Er wird beschrieben als Nürtinger Original mit südlandischem Temperament sowie großer Herzlichkeit und Lebensfreude.

## Ehrenamt
Alexander Pflum war von 1984 bis 1999 Stadtrat in Nürtingen. Er war maßgeblich am Zustandekommen der Städtepartnerschaft mit seiner Heimatgemeinde beteiligt. Im Hotel- und Gaststättenverband war er seit 1959 Ortsvorsitzender und ab 1971 im Kreisvorstand tätig.

## Ehrungen
- Bundesverdienstkreuz am Bande (28. Juni 1990)[7]